# Ramón Power y Giralt
Power y Giralt est un nom espagnol. Le premier nom de famille, en général paternel, est Power ; le second, en général maternel, souvent omis, est Giralt.
Ramón Power y Giralt (né le 7 octobre 1775 – mort le 10 juin 1813), ou simplement Ramón Power, est un militaire et homme politique de Porto Rico.

## Biographie
Power naît à San Juan (Porto Rico). Il est le fils de Joaquín Power y Morgan et de María Josefa Giralt y Santaella,. Il fait son école primaire à San Juan dans une école privée.
En 1788, il est envoyé à Bilbao pour y poursuivre ses études. Après ces dernières, il devient lieutenant dans l'Armada espagnole. Après un certain temps, il atteint le grade de capitaine.